# Saint-Jean-de-Duras
Saint-Jean-de-Duras är en kommun i departementet Lot-et-Garonne i regionen Nouvelle-Aquitaine i sydvästra Frankrike. Kommunen ligger i kantonen Duras som tillhör arrondissementet Marmande. År 2022 hade Saint-Jean-de-Duras 255 invånare.

## Befolkningsutveckling
Antalet invånare i kommunen Saint-Jean-de-Duras
| Referens: INSEE |